# Billrothhaus

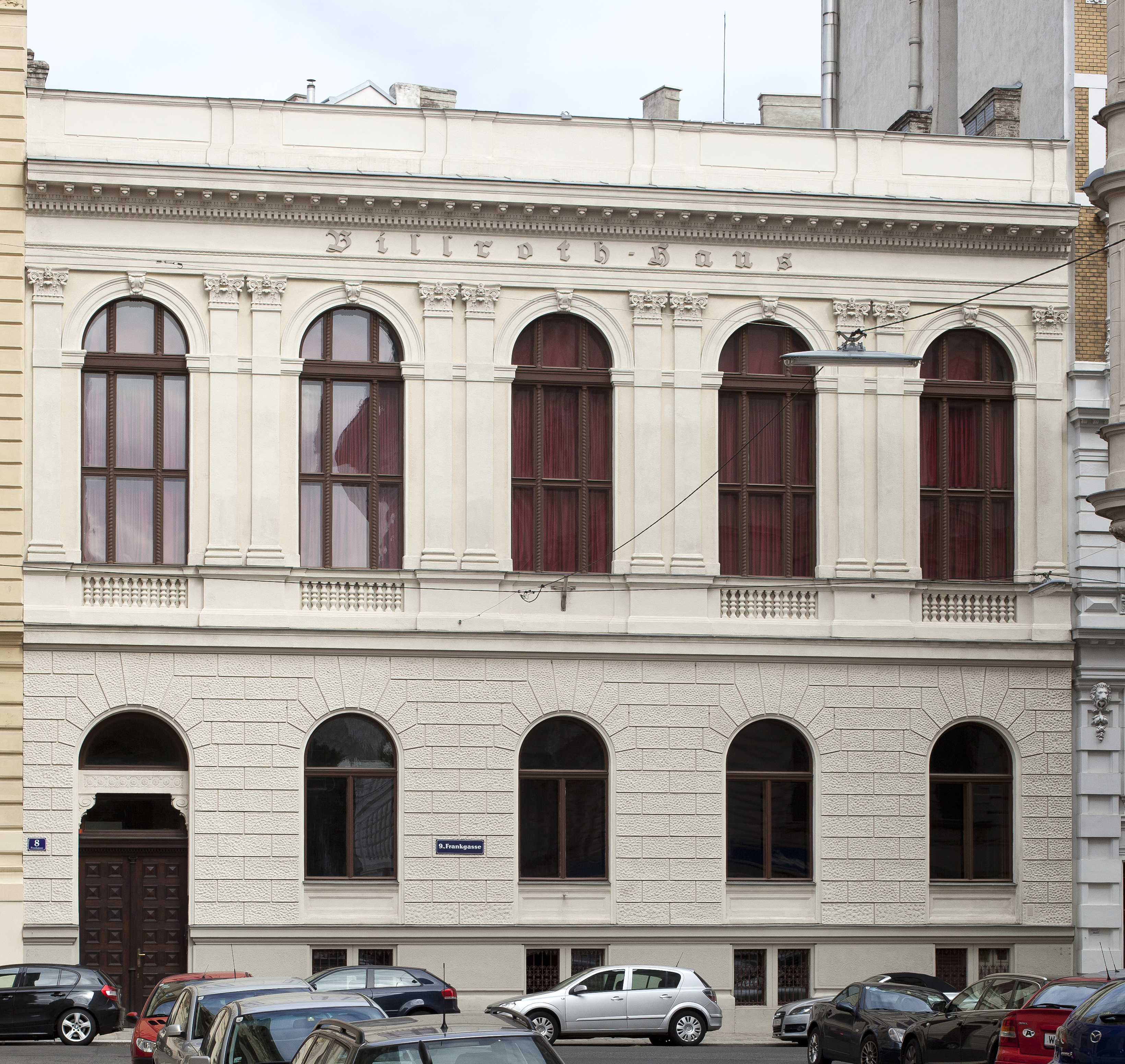
Billrothhaus Frankgasse 8

Das Billrothhaus ist der Sitz der Gesellschaft der Ärzte in Wien. Es ist benannt nach dem deutschen Arzt und ehemaligen Präsidenten der Gesellschaft Theodor Billroth.

## Geschichte

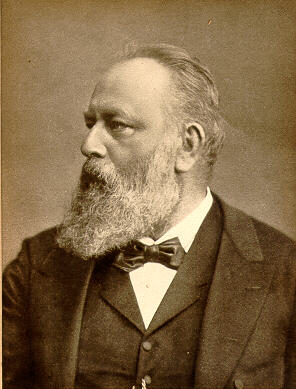
Theodor Billroth (1887)

Den Anstoß für den Bau eines Hauses durch die Gesellschaft der Ärzte war in erster Linie die Platznot, welche der wachsende Bestand der Fachbibliothek des Vereins mit sich brachte. Nach diversen Umzügen der Bibliothek in Wien ließ der Präsident Heinrich Bamberger 1885 ein Aktionskomitee erwählen, das sich mit der Erbauung eines eigenen Lokals beschäftigen sollte. Schließlich wurde ein Grundstück aus dem Besitz des Wiener Stadterweiterungsfonds im 9. Wiener Gemeindebezirk gefunden, das gekauft werden sollte. Theodor Billroth, der Präsident des Vereins ab 1888, rief die Mitglieder der Gesellschaft auf, Anteile des zu errichtenden Gesellschaftshauses zu erwerben, wodurch das 662 m² große Grundstück schließlich unter Zuhilfenahme eines Kredits für 57.000 Gulden gekauft werden konnte.
Für die Errichtung des Gesellschaftshauses hat das Aktionskomitee Vorgaben entworfen. demnach mussten mit eingeplant werden:
- ein Sitzungssaal mit mindestens 300 Plätzen
- eine Galerie mit mindestens 100 Plätzen
- ein Raum zur Demonstration anatomischer und mikroskopischer Präparate
- eine Bibliothek und ein Lesesaal
- ein Konversationszimmer und ein Archivzimmer
- ein Sitzungszimmer mit 80–100 Plätzen und ein Sitzungszimmer für den Verwaltungsrat
- eine Wohnung für den Hauswart
- Garderoben und Toiletten in jedem Stockwerk

Der Architekt Ludwig Richter wurde schließlich mit der Aufgabe betraut und zwei Jahre später, am 27. Oktober 1893, konnte das Haus von Theodor Billroth eröffnet werden.

“So sind wir denn in unserem eigenen Hause.”

Das Gebäude ist zweigeschoßig. Im Straßentrakt des Erdgeschoßes befindet sich die Bibliothek und der große Vortragssaal und hinter dem Stiegenhaus der kleine Vortragssaal, welcher in heutiger Zeit zu einem Zeitschriftenzimmer umfunktioniert wurde. Im Jahre 1906 wurde eine erste bauliche Adaptierung vorgenommen: Der Innenhof wurde tiefergelegt und das Souterrain getrocknet um die Errichtung eines Büchermagazins zu ermöglichen. 1909 schließlich erfolgte die Erweiterung des Gebäudes durch Verbauung eines Teils des Innenhofes, was die Errichtung eines großen und eines kleinen Archivzimmers ermöglichte, sowie einer Garderobe.
Am 9. Mai 1919 stellte der neu gewählte Präsident des Vereins, Anton Eiselsberg den Antrag, das Vereinshaus „Billrothhaus“ zu taufen. Diesem Antrag wurde stattgegeben.
Während des Zweiten Weltkriegs wurde die Gesellschaft der Ärzte aufgelöst und durch die Wiener Medizinische Gesellschaft ersetzt, welche vom NS-Regime kontrolliert wurde. Die Bibliothek wurde zum Schutz vor alliierten Bombenangriffen in eine Scheune in Peigarten bei Waidhofen an der Thaya untergebracht. Das Billrothhaus wurde in dieser Zeit durch Kampfhandlungen beschädigt, jedoch wurden die nötigen Reparaturarbeiten erst nach der Neugründung der Gesellschaft der Ärzte nach dem Krieg in Angriff genommen. Bei der Rückholung der Bibliothek musste das Untergeschoß des Billrothhauses zu einem Büchermagazin umgebaut werden. 1956 wurde die Bibliothek erneut erweitert.
Seit 2008 steht das Gebäude unter Denkmalschutz.

## Architektur

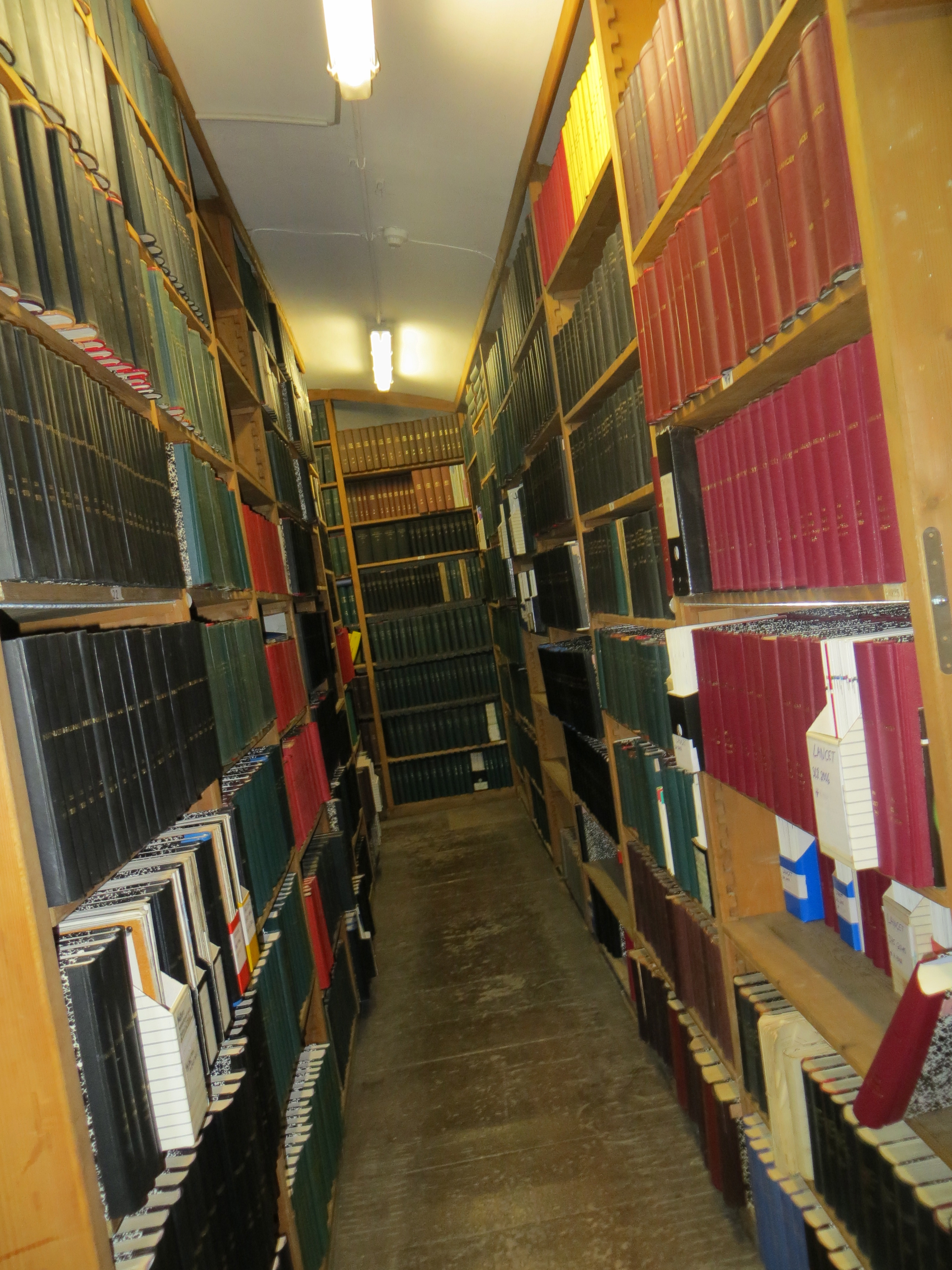
Das Archivzimmer des Billrothhauses vom Abgang durch die große Bibliothek

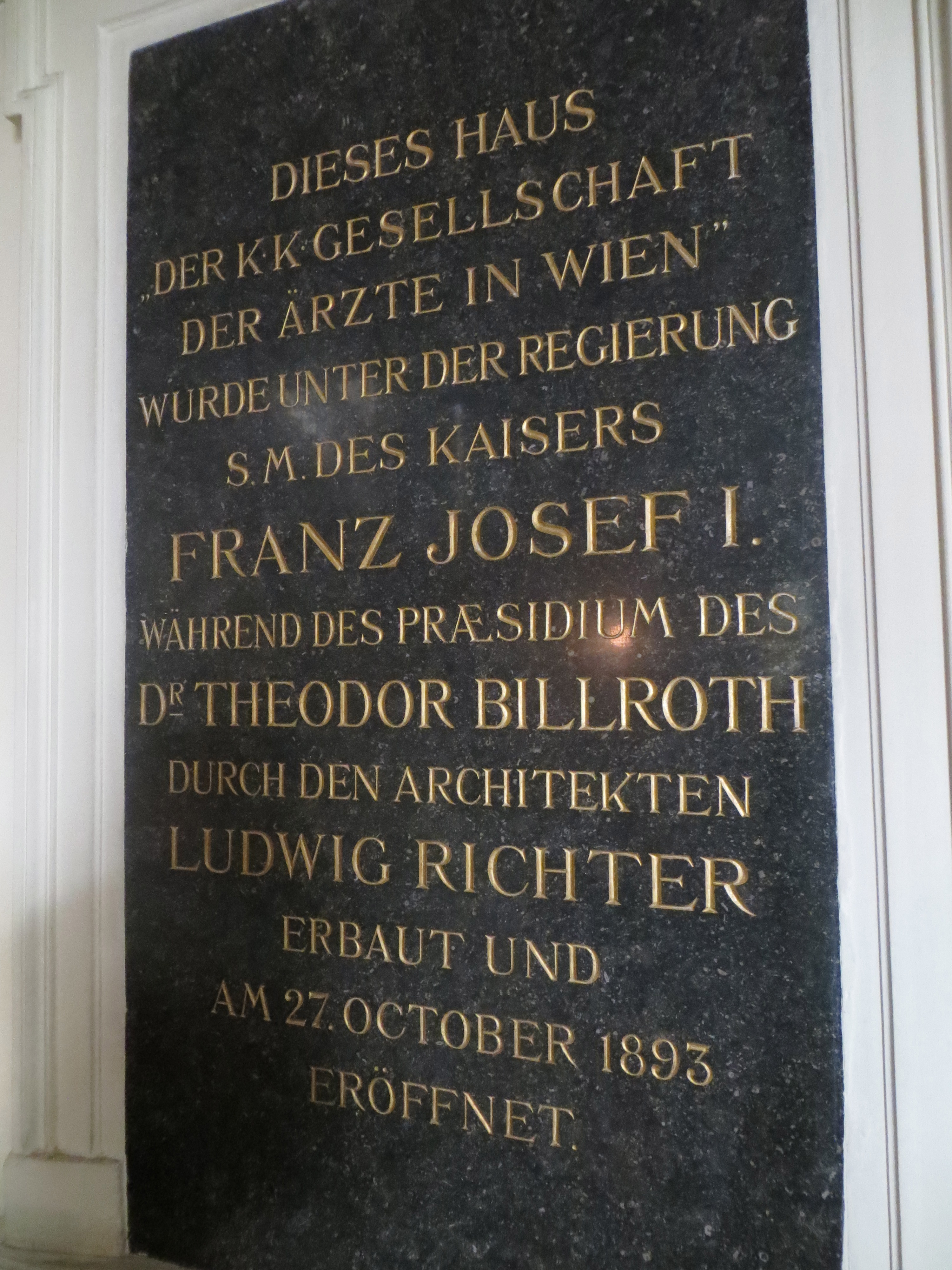
Die Votivtafel in der Nische des Vestibüls des Billrothhauses mit Hinweisen zur Erbauung

Das Billrothhaus ist ein zweigeschoßiger, fünfachsiger, palaisartiger Neorenaissancebau aus den Jahren 1892/93. Die äußere Fassade ist im Erdgeschoß rustiziert und im Obergeschoß befinden sich zwischen korinthischen Doppelpilastern jeweils Rundbogenfenster.
Über dem profilierten Hauptgesims ist in ganzer Länge des Hauses eine Attikabalustrade angeordnet, die ursprünglich mit Figuren geschmückt war. Es handelte sich dabei um Apollo, Asklepios, Hygieia und Minerva, geschlagen aus Loretto-Stein vom Bildhauer Anton Paul Wagner. Eine tonnengewölbte, stuckgegliederte Eingangszone führt durch eine Holztür mit originalen geätzten Scheiben – und durch eine weitere, gleichgestaltete Tür geradeaus in den Hof und rechts über eine Stiege mit einem Eisenrankengeländer zwischen zwei dahinter freistehenden Stuckmarmorsäulen zum weiträumigen Foyer des Hochparterres. Das Foyer und das Vestibül sind mit einer, die Fassadengliederung fortsetzenden Arkaden- und Pilasterordnung mit Terrazzoböden ausgestattet. Die originale Portierloge befindet sich links im Steinhaustrakt und im Hoftrakt dahinter ein Sprechzimmer mit der alten, rundum laufenden Holzmöblierung. Im findet man Vestibül, in einer reich ornamentierten Nische eine Büste von Kaiser Franz Joseph I. und an der Seitenwand derselben eine Votivtafel mit der Aufschrift: „Dieses Haus der k. k. Gesellschaft der Ärzte in Wien wurde unter der Regierung Sr. Majestät des Kaisers Franz Joseph I. während des Präsidiums des Dr. Theodor Billroth durch den Architekten Ludwig Richter erbaut und am 27. October 1893 eröffnet.“
Der seitliche Stiegenaufgang ist gerahmt von eingestellten Säulen. Im Foyer befinden sich Kompositpilaster und eine Stuckdecke. Der Lesesaal im Erdgeschoß ist ausgestattet mit teils noch originalen Bücherregalen und einer Galerie mit gedrechselten Säulen.
Im Obergeschoß befindet sich der große, rechteckige Vortragssaal, überhöht von einer umlaufenden Empore. Die Wand wird gegliedert durch blinde Rundbögen zwischen Pilastern. Darüber finden sich Stichkappen mit Gipsbüsten berühmter Mediziner. Die Decke ist kassettengerahmt und mit reichem Stuck verziert. Auf der Balustrade sind zwei Marmorbüsten angebracht, welche Joseph Skoda und Theodor Billroth zeigen. Im Gartentrakt befindet sich der kleine reich ornamentierte Sitzungssaal mit zwei Büsten und einem Gemälde.

## Bibliothek
Die Errichtung einer Bibliothek galt seit der Gründung der Gesellschaft der Ärzte als eines der obersten Ziele. Die meisten medizinischen Zeitschriften wurden über den Tausch- und Schenkungsweg erworben oder von Mitgliedern bereitgestellt, welche diese abonniert haben. Bücherspenden von Mitgliedern, Gönnern und Institutionen (wie beispielsweise die österreichische Hofbibliothek und Fürst Klemens Metternich) ließen den Bestand anwachsen, sodass noch im Gründungsjahr der Bibliothek 1840 ein Bibliothekar ernannt wurde. Ab 1900 kamen auch vermehrt Schenkungen von Kliniken und Instituten des Allgemeinen Krankenhauses in Wien. Nach dem Ersten Weltkrieg wurden die Kontakte der Vereinsmitglieder genutzt um auch ausländische Quellen zu überreden sich am Bibliotheksbestand zu beteiligen, wodurch sich Zuwächse aus Uruguay, der London University und der Rockefeller Foundation ergaben. Zunehmende Platznot machte zahlreiche Umzüge der Bibliothek in der Geschichte notwendig, bis sie schließlich in das Billrothhaus im 9. Bezirk in Wien einzog, wo sie heute zu den wertvollsten Fachbibliotheken der Welt zählt.
Mit Isidor Fischer als Bibliothekar ab 1923, konnten Tauschverträge mit deutschen Institutionen abgeschlossen werden, was der Bibliothek wiederum ein Kontingent an Fachzeitschriften zusicherte. Zum Tausch bot die Gesellschaft der Ärzte ihre Zeitschrift an – die „Wiener klinische Wochenschrift“. Nach dem Anschluss musste Isidor Fischer ins Exil, konnte jedoch kurz davor ein Buch über die Gesellschaft der Ärzte veröffentlichen, in dem er nicht als Autor erwähnt wird. Mit dem Untergang der Gesellschaft der Ärzte in Wien während des Zweiten Weltkriegs übernahm Adolf Irtl dessen Geschäfte durch die „Wiener Medizinische Gesellschaft“. Im Rahmen der Auflösung des Vereins wurde sein Vermögen geschätzt und der Wert der Bibliothek als „unschätzbar“ eingestuft. 1946 wurde die „Wiener Medizinische Gesellschaft“ wieder aufgelöst, die Gesellschaft der Ärzte wieder gegründet und die Bibliothek reaktiviert. Die Kontakte zum Ausland wurden wieder geknüpft, wodurch wieder Zuwächse z. B. durch die Allied Commission for Austria, von der UNRRA, der WHO und von ausländischen Universitätsbibliotheken.
Große Teile der Bibliothek wurden 1967 und 2003 als Dauerleihgaben an die Zweigbibliothek für Geschichte der Medizin transferiert. 1967 wurden über 30.000 Bänder abgegeben, wovon etwa 10.000 als Doubletten identifiziert wurden. 2003 kamen etwa 26.000 medizinhistorische Monographien und 300 historische medizinische Zeitschriften hinzu, welche nicht in den alten Bestand integriert, sondern separat aufgestellt wurden und als Besonderheit die medizinische Entwicklung in den Ländern der ehemaligen Habsburgermonarchie dokumentiert.
Das Angebot an Zeitschriften stieg stetig an (1967: 573 laufende Zeitschriften), allerdings machte die Veränderung des Leseverhaltens der neuen Ärztegeneration und die Knappheit der finanziellen Mittel ein Umdenken notwendig. Aus diesem Grund wurden ab 1997 die Print-Zeitschriften allmählich ausgeschieden und durch elektronische Zeitschriften ersetzt. Ein Literaturservice wurde eingerichtet, welches Mitgliedern der Gesellschaft
medizinische Fachartikel aus den Beständen zur Verfügung stellen konnte. Dieses Service wurde immer wieder ausgebaut und umfasst heute ein Medline-Recherchesystem, ca. 700 elektronische Zeitschriften und einen Katalog der historischen Bestände. Außerdem bietet das Billrothhaus seit 2004 in Zusammenarbeit mit der Österreichischen Ärztekammer E-Learning-Fortbildungskurse für Ärzte an und seit 1998 werden alle wissenschaftlichen Sitzungen auf Video aufgenommen und den Mitgliedern auf der Website des Billrothhauses zur Verfügung gestellt.